# دنیاگیری کووید-۱۹ در اردن
دنیاگیری کووید-۱۹ در اردن بخشی از دنیاگیری بیماری کروناویروس ۲۰۱۹ در جهان است. اولین مورد تأیید شده در اردن در ۲ مارس ۲۰۲۰ در امان اعلام شد.